# ساحل كيرد
ساحل كايرد هو جزء من ساحل كوتس لاند الواقع بين نهاية Stancomb-Wills Glacier، في 20-00´غربًا، وبالقرب من Hayes Glacier ، في 27-54´غربًا. أطلق شاكلتون عليه اسم السير جيمس كي كيرد، راعي الحملة.